# Bucket Fountain

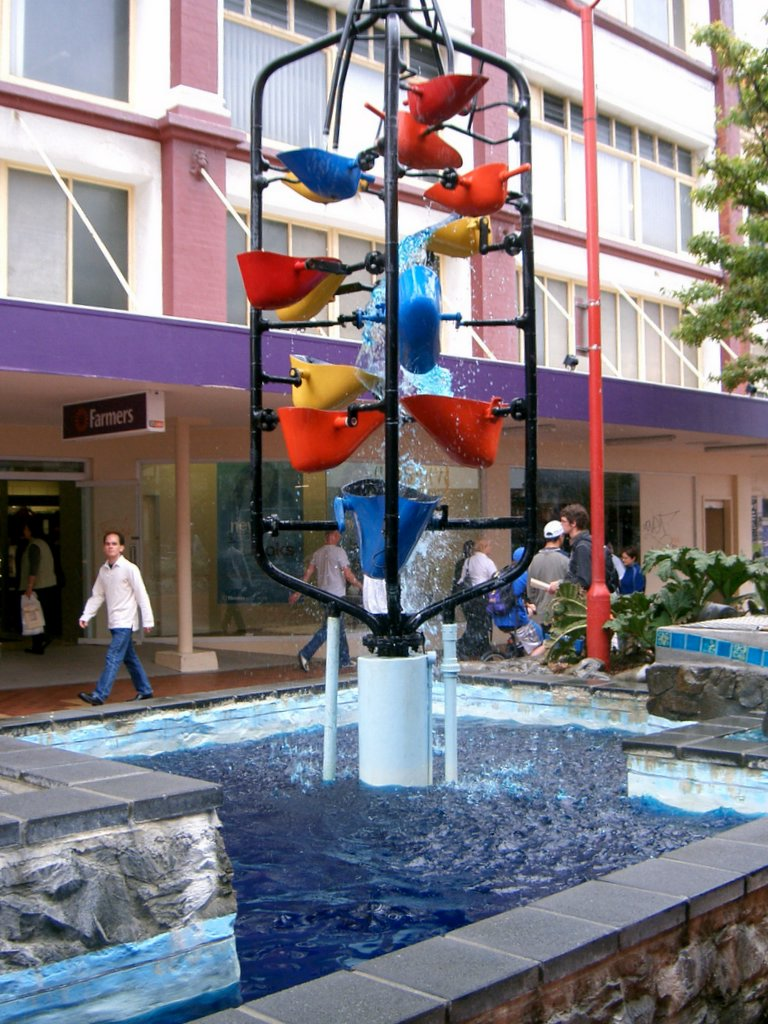
A Bucket Fountain.

A Bucket Fountain é uma fonte na Cuba Street, em Wellington, Nova Zelândia. É constituída por uma série de "baldes", que se enchem de água até deixarem cair a água para os baldes em baixo. A fonte foi desenhada por Burren e Keen em 1969.
A fonte não funciona como deveria, pois por vezes a água, em vez de cair para os baldes em baixo, se espalha para fora da fonte. Em dias ventosos (comuns em Wellington) a água pode espalhar-se vários metros para for ada fonte.
Por vezes adicionam detergente à água, para que espalhe bolhas por toda a rua. É frequente ver este fenómeno às sextas e sábados à noite.